# Basílica de San Plechelm
La basílica de San Plechelm (en neerlandés: Sint-Plechelmusbasiliek) es una iglesia católica en la ciudad de Oldenzaal en los Países Bajos, dedicada al monje irlandés del siglo VIII san Plechelm, cuya festividad el 15 de julio ha estado en el calendario de la diócesis medieval de Utrecht desde su canonización en el siglo X. Esta festividad todavía se celebra anualmente en la basílica, y el 1050.º aniversario del santo se celebró allí en 2004. El papa concedió al templo la distinción de basílica menor en 1950.
Las partes más antiguas del edificio existente datan desde la mitad y la segunda mitad del siglo XII, pero la historia de la iglesia se remonta al siglo VIII, cuando el misionero  Plechelmus fundó la primera iglesia en el sitio, la Silvester Kirk, dedicada inicialmente al papa Silvestre y en algún momento antes de 954 rededicada a Plechelmus propiamente (canonizado después de la elevación de sus reliquias).